# هوارد ديفيس
هوارد ديفيس (بالإنجليزية: H. Ted Davis)‏ هو مهندس كيميائي أمريكي، ولد في 2 أغسطس 1937 في هينديرسونفيل في الولايات المتحدة، وتوفي في 17 مايو 2009.